# Björn Dunkerbeck

(2005) Björn Dunkerbeck op strand Horst (Veluwemeer) op promo tour in Nederland

Björn Dunkerbeck (Ribe, 16 juli 1969), ook bekend onder zijn bijnaam Dunki, is 42-voudig wereldkampioen windsurfen.

## Biografie
Dunkerbeck, zoon van een Nederlandse vader en een Deense moeder, is sinds jaar en dag actief in de surfsport. Hij specialiseerde zich in de onderdelen slalom en speed. Dunkerbeck komt uit voor Spanje, en heeft daardoor het persoonlijke windsurfnummer E-11, waarbij de "E" staat voor España (Spanje). Zijn huidige zeilnummer is het Zwitserse SUI11.

## Prijzen
- 12 × Overall (88/89/90/91/92/93/94/95/96/97/98/99)
- 10 × Slalom (88/89/90/91/92/93/94/05/11)
- 5 × Course Racing (90/91/92/93/94)
- 4 × Racing (95/96/97/98/99)
- 7 × Waveriding (90/92/93/94/95/99/01)
- 1 × Freestyle (98)
- 2 × Speed (94/05)

Daarnaast heeft hij meer dan 100 PWA Single Wereldkampioenschappen gewonnen.